# ثنائي اختاره الرب (فلم هندي)
راب ني بانا دي جودي (بالهندية:रब ने बना दी जोड़ी)، ترجمة: زوج بمباركة السماء  هو فيلم كوميدي (فكاهي) رومانسي هندي من إخراج أديتيا شوبرا وانتجته شركة أفلام ياش راج في عام 2008.شاه روخ خان يمثل في الفيلم دور سوريندر «سوري» ساهني الموظف في أحد المكاتب والذي يحوله حبه للجميلة والمرحة تانيا جوبتا «تاني بارتينر» (أنوشكا شارما) إلى «راج» وهو شخصية محبة للمرح دون أن تعلم «تاني» بذلك. عرض الفيلم في السينما في جميع أنحاء العالم في 12 ديسمبر، 2008.

## الحبكة الروائية
سوريندر «سوري» ساهني (شاه روخ خان) هو موظف بمكتب بنجاب باور وهو إنسان خجول، منطو على ذاته، وطيب القلب، يقع بهدوء في حب تاني «تانيا» جوبتا (أنوشكا شارما) ابنة أستاذه السابق ام كيه راينا، حيث أنها فتاة جميلة ومرحة وقد راها لأول مرة عند التحضير لحفل زفافها. ومع ذلك عند أول لقاء لهما، كانت تاني تصرخ في وجهه ساخرة منه وتلقي باللوم عليه لتقليديته في التزامه بمجموعة من المعايير المتخلفة (و التي لطالما كانت تسخر من والدها بسببها) والتي لم تكن تلتزم بها بسبب شقاوتها. وبعد وقت قصير، اصيب والد «تاني» بنوبة قلبية عندما علم كل من في حفل الزفاف أن خطيبها وعائلته قد لقوا مصرعهم في حادث سير.و خوفا من أن يتركها (تاني) وحيدة في العالم بعده، يطلب وهو على فراش الموت من «سوري» أن يتزوجها الذي لم يتردد في قبول الطلب؛ وتوافق تاني وقد اغرورقت عيناها بالدموع من أجل إرضاء والدها.
بعد حفل زفاف سريع، يأخذ سوري تاني إلى موطن أجداده في أمريتسار. وبينما كانت طيبة قلبه تقوده إلى معاملتها معاملة استثنائية وبكل صبر، لكنه كان خائفا جدا من المجاهرة بحبه لها. ومع ذلك، تخبره تاني أنه على الرغم من أنها ستحاول أن تكون زوجة صالحة، فإنها لا يمكن أن تحبه أبدا نظرا لعدم وجود الحب داخل قلبها. «سوري»، رغم ذلك، لا يرفض لها أي طلب وهذا يشمل القيام بزيارات متكررة إلى السينما لمشاهدة أفلام الرقص والغناء والتي تذكي نار الأوهام حول الرومانسية لدى تاني وتزيد من شغفها بالرقص. ثم انها سرعان ما تطلب من سوري ان تنضم إلى فرقة جودي للرقص المكلفة وذلك للهروب من حياتها الروتينية في المنزل.
خلال زيارة واحدة إلى السينما، يشعر سوري باختلافه الجذري بالمقارنة مع الصورة المرحة والذكورية الرومنسية التي تعشقها تاني ويطلب في وقت لاحق من صديق طفولته بالويندر «بوبي» خوسلا فيناي باثاك، وهو صاحب صالون للشعر، لتقديم المشورة حول كيفية الفوز بحبها. عندئذ يحرص بوبي على المساعدة ويشير إلى وجود تغييرات شاملة تهم مظهره الخارجي (حلق شاربه، وتغيير تسريحة شعره، تجهز خزانة ملابس غربية الطراز له بما فيها لباس الطيارين، على غرار النظارات ذات العدسات الباستيل المضخم). وبالتالي تحول سوري إلى شخصية مختلفة تماما مختالا، يضحك ويتحدث بصوت عال، جرئ، ومحب للمرح ويسمي نفسه «راج كابور»، والذي اختاره سوري تيمنا ببطل الفيلم والذي كانت تاني معجبة به. وينضم إلى فصل الرقص وبالصدفة—أو، كما يعتقد، عن طريق العناية الإلهية— تصبح تاني في منافسة له. على الرغم من فظاظة راج في المرة الأولى — نتيجة لعدم خبرته في التعامل مع النساء، ومحاولته محاكاة لقطات من أفلام — فقد تحول هو وتاني الي اصدقاء حيث أصبحا يتشاراكان معا في الرقص. يشعر سوري بالشجاعة والسرور عندما لا تربط تاني «الخيط المقدس» خلال ذهابها لالحتفال صحبة «راج» على معصمه خلال مهرجان عيد راكشا باندهان (و ذلك معناه في العادات الهندية انها لا تعتبر علاقته بها علاقة اخت بأخيها). وهكذا، بعد فترة من الوقت، يعلن راج حبه لها.
بعد ذلك الأمر يمر الزوج بفترة حيرة بالنسبة لكليهما إذ تدخل تاني في فترة من الصراع الداخلي إذ انه عندها رغبة يائسة للهروب من الحياة الرتيية من خلال إيجاد شخص جديد تشاركه الحب وعلى الرغم من تلك الرغبة في الهروب ما تعتقد أنه زواج بلا حب، تشعر تاني بأنها مجبرة على البقاء مع «سوري» بسبب الوعد الذي التزمت به إلى والدها.كما أن «سوري» يواجه مفارقة غير عادية: تاني «الزوجة» تعامله بكل فظاظة وكره وعلى النقيض من ذلك تستمتع بأحلى الأوقات مع شخصيته الوهمية «راج». وهكذا يحاول «سوري» قصارى جهده الفوز بحب «تاني» ولكن ذلك لا يزيد لها سوى مزيد من الشعور بالاغتراب والبرود. ثم انها في نهاية المطاف تستنجد «راج» وتخبره انها في مأزق، على أمل انه سوف يساعدها. عندها يقترح عليها الهرب معها، «سوري» توافق وقد اغرورقت عيناها بالدموع ثم يقومان بتحديد موعد الفرار إلى الليلة التالية، ليلة المنافسة.
في يوم المنافسة، يأخذ سوري تاني إلى المعبد الذهبي من أجل الدعاء والتوسل برحمة الله وبركاته لها لتفوز بالمنافسة تلك الليلة، ولكن بالخصوص كانت تدعو داخليا للتخلص من حياتها مع راج. لكن هناك يظهر لتاني انه في عيد الغطاس علامة الهية التي حسب المعتقدات المحلية تظهر لها أنها علامة على أن كون زواجها من سوري هو من وحي الهي.و لأول مرة تبدأ تاني تعطف على زوجها، وتصبح كذلك على بينة من قوة ونزاهة شخصية سوري.و عندها تخبر تاني راج انها لا يمكن أن تهرب معه وتتركه في ما يبدو لها أنها حالة من الصدمة والحزن والدموع في عينيه.و عندما يحين الوقت للأداء تذهل تاني لرؤية سوري، بدلا من راج ينضم لها على خشبة المسرح. فإنه في تلك اللحظة التي يسقط فيها القناع ويجتمعان معا، تتوضح الصورة لتاني وذلك من خلال سلسلة من ذكريات الماضي وتكتشف أن سوري هو في الواقع راج.و وراء كواليس المسرح يواجهها سوري وعندما يعترف بحبه لها، تصارحه وقد اغرورقت عيناها بالدموع بأنها تحبه أيضا. وتظهر عندها نتيجة الفوز في المنافسة وينطلقان في رحلة لشهر العسل الثاني إلى اليابان.

## طاقم المشاركين
| الممثل / الممثلة | الدور                            |
| ---------------- | -------------------------------- |
| شاروخ خان        | سوريندر "سوري" ساهني / راج كابور |
| أنوشكا شارما     | تانيا "تاني شركاء" غوبتا         |
| فيناي باثاك      | بالويندر "بوبي" خوسلا            |

ضيوف الشرف الذين قاموا بأدوار في أغنية «فير ميلينج شالتي شالتي» 
- كاجول والتي مثلت دور حبيبة راج كابور، نرجس
- بيباشا باسو والتي مثلت دور حبيبة ديف أناند، نوتان
- لارا دوتا والتي مثلت دور حبيبة شامي كابور، هيلين
- بريتي زينتا والتي مثلت دور حبيبةشارملا طاغور
- راني مكرجي والتي مثلت دور حبيبة ريشي كابور، نيتو سينغ

## الإصدار

### شباك التذاكر
حقق راب ني بانا دي جودي عند عرضه المرتبة الأولى في شباك التذاكر الهندي، وجمع 58,19,00,000 روبية في 1100 قاعة عرض. وفي أسبوعه الرابع من العرض حقق الفيلم ما يقارب من 90 كرور روبية من المداخيل. وقد حقق 29,914,469 دولار دوليا 24,991,323 دولار منها ما هو متأتي من المكتب الهندي بينما كان مبلغ 2,078,900 هي التي ساهمت بها السوق الدولية. واحتل الفيلم المرتبة الثانية في قائمة أعلى مرابيح إجمالية في تاريخ بوليوود بعد غاجيني مع حساب التضخم غير المعدل. كما أن الفيلم حقق رقما قياسيا من العرض المستمر لمدة 120 يوما متواصلة في مسارح مومباي.

### الاستقبال النقدي
يقول روبرت أديل الناقد في صحيفة لوس انجلس تايمز أن راب ني بانا دي جودي " مزيج رائع من كوميديا مسلية رومانسية موسيقية" مشيرا إلى أن "خان المغناطيسي كان موهوباً بما فيه الكفاية ليقوم بتمثيل هزلي خلال تحوله المادي إلى شخصيتين -- الأولى مثل شخصية بيتر سلرز والتي تتحول إلى شخصية جيري لويس المنبسط -- الاعتقاد بأن تاني لن تتفطن إلى الأمر ليس صعبا ". راشيل ساتز من صحيفة نيويورك تايمز يصفها بأنها كوميديا " لينة وحلوة المذاق ورزينة" وهي جملة وردت في إحدى أغاني الفيلم. أنه سيناريو حاذق يمزج الكوميديا، بأسلوب بوليوود الجديد، مع الميلودراما، والأسلوب القديم. "مانيش جازار" من بي بي سي أعطى الفيلم أربعة من أصل خمسة نجوم في تقييمه مشيراً إلى أن "شاه روخ خان يجعلك تضحك وتبكي مثل نيردي، أخرق احياناً، عند تقمصه ل"سوريندر" الذي يرتدي نظارة طبية وبشكل خارجي تقليدي ليتحول إلى "راج".انه (أي الفيلم) صاحب رسالة مهنية حقيقية يشعر المشاهد بقوة السيناريو الكامل من خلال مشاهد عاطفية وكوميدية. فرانك لوفيس الناقد في المجلة الدولية للفيلم وصف الفيلم بأنه "أكثر ذكاء وأكثر وعياً من أكثر الأفلام في هوليوود" ويلاحظ أنه "من ذكاء السيناريو في الفيلم ان الأحداث تؤول في نهاية المطاف بشكل مغاير لما هو متوقع في أحداث رواية رومنسية من النوع الذي يحقق به الأبطال الذكور أحلامهم بالزواج من البطلات الجميلات، ولأنها نفذت بشكل جيد للغاية، على خلاف غالبية الأفلام الرومانسية في هوليوود. ام الناقد والكاتب "ميتلاند ماكدونا" من موقع ميس فليك شيك ذكر أن الفيلم اخفق في بعض النواحي السينمائية فالسناريو ظهر مصطنعاً أحيانا كما غاب أسلوب الوعي الذاتي وإعادة صياغة الذات بحياء، كما أن الحبكة الروائية المرجعية للفيلم من النوع الذي عفا عليه الزمن والاستعارة كالتي على غرار السيناريو الذي كتبه تود هاينز في فيلم الأقصى من السماء، لكنه في النهاية كان بالنسبة لي فيلماً مسلياً بطريقة أكثر مقارنة مع الأفلام من نفس النوعية في هوليوود. " 
بعض النقاد كان رأيهم مخالفاً، فقد كان "راجيف ماسند" من شبكة سى ان ان منتقداً للفيلم ومنحه اثنتين من اصل خمسة نجوم، قائلاً أن "أديتيا شوبرا" عاد إلى الإخراج بعد ثماني سنوات ليصيب النص بمعيبة كبيرة، وهذا بدوره يولد فيلما مخيباً للآمال، أين الحوارات الذكية والأحرف الحماسية التي طبعت فيلمه السابق ديلوال ديلهانا لي يانجي؟ لم يكن هناك أي أثر لها في هذا الفيلم [...]المشكلة هي انه في جذور راب ني بانا دي جودي الكثير من مثل هذه المواقف مصطنعة في الفيلم، كذلك المشاعر لم يبدع فيها للغاية. "  ناخات كاظمي من ذا تايمز أوف انديا يلاحظ أيضا أن "سوريندر ساهني هو " وهو نوع من الشخصية الذي لم يظهر في ترسانة شاه روخ الفنية من قبل وهذا هو السبب في انه حاول أن يضرب على وتر ففشل في النجاح في ذلك. كل هذا الحديث الذي دار عن هذا الفيلم الذي طال انتظاره جعلنا ننتظر بفارغ الصبر لكن للأسف هذا الفلم لا يمكن أن يفخر به. دعونا نعود إلى الماضي قليلاً، وخاصة منذ أن أعلن عن عودة المخرج أديتيا شوبرا بعد توقف طويل عودنا قبله على افلام دسمة وخارجة عن المألوف [...] انها هذه السخافات الرئيسية، والشارب، كما التمويه ومعجزة الوحي الإلهي في نهاية هذا الفيلم الذي تحول إلى دراما هي التي افسدت الفيلم وذلك تماما خارج ما نريد لأفلام بوليوود المعاصرة. ديريك ايلي من يجادل فارايتي أن الفيلم قد "ضخم، ومركز المجوفة التي البواليع في المشروع في وقت مبكر يوم [...] الورق النصي رقيقة يورط نفسه إلى خط النهاية وسط سطو متعب من خان، وهو ضخم وجود فجوة المصداقية (انها لم تعترف به دون نظارته وشاربه؟) وعلى درجة واحدة فقط مع بلاه شوستوبير (التي تضم خمس ممثلات الشهيرة). " 
كما أن هناك عدداً من النقاد لاحظ أوجه التشابه بين هذا الفيلم والأفلام الأبطال الخارقين خالد محمد، من صحيفة هندوستان تايمز، قدم الفيلم ثلاثة ونصف من أصل خمسة نجوم تفيد أنه سوري، "هو شقيق روحك لكلارك كينت فارية - بوضعه في سوبرمان" الذي "يجعلك تضحك وتنهد بالتناوب."  مايانك شيخار من مومباي ميرور أعطى الفيلم ثلاثة من أصل خمسة نجوم، ويؤكد أن: "الشخص نفسه، يزاوج معاكس، عادة ما يكون من الأشياء الفائقة أفلام البطل؛ أنواع كلارك كينت، سوبرمان، بيتر باركر سبايدرمان الخ تشعرين فقدت تماما في هذا نفض الغبار الخيال، وذلك لأن معظم لجزء، انها تتمحور حول شيء حتى حميمة وحقيقية. انه سيكون من الأسهل بكثير من السفر إلى البلدان الأجنبية حوالي بعيدة المنال الحالات مع أبطال وهمية ". وبالإضافة إلى ذلك، ويذكر ساديش كامازما من الهندوس  أنه في حين أن راب ني بانا دي جودي قد تكون مثيرة للاهتمام بفن السينما استكشاف ديناميات الزواج المدبر، وفان المخرج بدلا من ذلك، "تعامل مع هذا الطابع، مثل نوع الذي تعامل فيه سام رايمي مع العنكبوت رجل [...] خارقة 'راج' ينزلق ازياء والخروج، ويشكو كيف تحصل غير مريحة في جميع أنحاء المنشعب، لكسب تأييد له مع ماري جين ليس لإنقاذ كثيرا في عالم الأعمال لإبقائه مشغولا. ولكن في حين سبيدي أنه لا لسبب أكبر من مجرد وزارة العدل، راج هو الدافع الوحيد لملاحقتهم لزوجته وتلعب بها خياله وشخص آخر. هاجسه مع نظيره يغير بين الأنا إلى مستويات جديدة عندما يريد زوجته لخداع الحقيقي له—أي للأبله سوريندر ساينى الذي يبدأ بشكل جيد.

## الجوائز
جوائز فيلمفير 2009
- فاز : بجائزة أفضل فيلمفير -- سوخويندر سينغ («هاو هالو»)
- فاز : فلم فير أفضل مكان للجائزة (وارتفع المشهد)
- رشح ل: أفضل ممثل—شاه روخ خان
- رشح ل: أفضل ممثلة—انوشكا شارما
- رشح ل: أفضل مخرج—أديتيا شوبرا
- رشح ل: أفضل فيلم—أديتيا شوبرا
- رشح ل: أفضل أنثى مطربى—سنيدي شوهان («رقصة فرصة المؤسسة العامة»)
- رشح ل: أفضل ممثل مساعد—فيناي باثاك

الدولية للعام 2009 جوائز أكاديمية الفيلم الهندي
- رشح ل: أفضل ممثل
- رشح ل: أفضل ممثل مساعد—فيناي باثاك
- رشح ل: أفضل كلمات
- رشح ل: أفضل ذكر مطربى

2009 جوائز ستاردست
- رشح ل: ستاردست لجائزة سوبر ستار الغد—اناث
- رشح ل: أفضل فيلم
- رشح ل: أفضل مخرج
- رشح ل: جائزة ستاردست لنجمة العام—ذكر

جائزة نجم الشاشة سنة 2009
- رشح ل: أكثر وافد جديد واعدة—أنوشكا شارما
- رشح ل: أفضل ممثل—شاه روخ خان
- رشح ل: أفضل تصميم الرقصات
- رشح ل: أفضل مطرب ذكر
- رشح ل: أفضل مطرب أنثى
- رشح ل: أفضل كلمات

## الموسيقي التصويرية
الصوت من راب ني بانا دي جودي كان مؤلف من قبل سالم سليمان. الأغنية فير ميلينج شالت شالت اثنى على ممثلين بوليوود الأسطورة راج كابور، ديف أناند، وراجيش خانا، شامي كابور وريشي كابور والممثلات نرجس، نوتان، هيلين، شارميلا طاغور ونيتو سينغ. أداء الأغنية يتضمن المظاهر من قبل كاجول، بيباشا باسو، لارا دوتا وبريتي زينتا وراني مكرجي. 
درجة راب ني بانا دي جودي في هي أول موسيقى تصويرية بوليوود الصوت للوصول إلى المراكز العشرة الأولى مبيعات الألبومات لتيونز. 
| #  | عنوان                        | المدة |
| -- | ---------------------------- | ----- |
| 1. | "Tujh Mein Rab Dikhta Hai"   | 04:44 |
| 2. | "Haule Haule"                | 04:25 |
| 3. | "Dance Pe Chance"            | 04:22 |
| 4. | "Phir Milenge Chalte Chalte" | 06:36 |
| 5. | "Tujh Mein Rab Dikhta Hai"   | 01:43 |
| 6. | "Dancing Jodi"               | 03:59 |

## أفلام الفيديو الرقمية دي ڤي دي
جوجيندر توتجابوليوود جسد الثقافة أعطى دي في دي من راب ني بانا دي جودي 3.5 نجمة من أصل 5 نجوم تفيد أنه هو خيار جيد إذا كنت «ترغب في مشاهدة الفيلم نظيفة الأسرة في المنزل.» دي في دي وتشمل أفلام وثائقية، «إن صناعة الأفلام» و«وجعل من أغاني» (هالو هالو، الرقص بي تشانس، وفير ميلينج شارليت شارليت) فضلا عن عدد من حذف مشاهد والمقابلات.

## الروابط الخارجية
- الموقع الإلكتروني الرسمي
- الإعلان الرسمي : العام على يوتيوب
- ثنائي اختاره الرب على موقع IMDb (الإنجليزية)
- ثنائي اختاره الرب على موقع روتن توميتوز (الإنجليزية)
- ثنائي اختاره الرب على موقع نتفليكس (الإنجليزية)
- ثنائي اختاره الرب على موقع قاعدة بيانات الأفلام العربية
- ثنائي اختاره الرب على موقع ألو سيني (الفرنسية)
- ثنائي اختاره الرب على موقع Turner Classic Movies (الإنجليزية)
- ثنائي اختاره الرب على موقع أول موفي (الإنجليزية)
- ثنائي اختاره الرب على موقع بوكس أوفيس موجو (الإنجليزية)
- ثنائي اختاره الرب على موقع فيلمافينيتي (الإسبانية)
- ثنائي اختاره الرب على موقع قاعدة بيانات الفيلم (الإنجليزية)
- راب ني بانا دي جودي في ريديف دوت كوم[الإنجليزية]
- راب ني بانا دي جودي بي بي سي